# 스웨이디
스웨이디 (Sway D, 본명: 송석현, 1988년 5월 5일 ~ )는 대한민국의 래퍼이며, 하이라이트 레코즈 소속이다.

## 출연
- 《창작의 신 : 국민 작곡가의 탄생》 - 참가자 (5위)